# پاپ بندیکت شانزدهم
پاپ بندیکت شانزدهم (به لاتین: Benedictus XVI؛ به ایتالیایی: Benedetto XVI؛ به آلمانی: Benedikt XVI.)؛ با نام اصلی یوزف آلویس راتسینگر (به آلمانی: Joseph Aloisius Ratzinger) (۱۶ آوریل ۱۹۲۷ – ۳۱ دسامبر ۲۰۲۲) بین ۱۹ آوریل ۲۰۰۵ تا ۲۸ فوریه ۲۰۱۳ پاپ کلیسای کاتولیک بود. پاپ بندیک شانزدهم ۷ سال و ۱۰ ماه و ۹ روز در این مقام بود. او رتبهٔ ۱۰۹ را در بین پاپها براساس میزان سال‌هایی که در این مقام بود را به دست آورد.

## زندگی‌نامه
پاپ بندیکت شانزدهم در ۱۶ آوریل ۱۹۲۷ در شهرک مارکتل واقع در ایالت بایرن آلمان به دنیا آمد. در پنج سالگی در جمع کودکانی ایستاده بود که باید به اسقف اعظم مونیخ خوشامد می‌گفتند. زرق و برق و جلوه خیره‌کننده لباس کاردینالی، آن قدر او را مجذوب کرد که تصمیم گرفت بعدها کاردینال شود. اما به جای این کار در چهارده سالگی عضو سازمان جوانان هیتلری شد. با آغاز جنگ جهانی دوم مدتی سپر تانک ساخت و بعد به نیروی ضدهوایی مونیخ پیوست. با شکست آلمان مدتی را در اردوگاه زندانیان جنگی متفقین به سر برد. تجربیاتش در اردوگاه جنگی و حزب نازی باعث شد به این نتیجه برسد که هیچ چیز غیر از کلیسا نمی‌تواند در برابر این همه خشونت و جنگ بایستد. آن زمان بود که دوباره به یاد تصمیم پنج سالگی خود افتاد. در پنجاه سالگی توسط پاپ پل ششم به آرزوی خود رسید و کاردینال مونیخ شد و ۲۸ سال در این مقام باقی‌ماند. سیصد سال بود که هیچ پاپی به این اندازه در مقام کاردینالی توقف نکرده بود.

## سوابق آکادمیک
یوزف راتسینگر پیشتر در دانشکده تئولوژی دانشگاه مونستر تدریس می‌کرد.

## انتخاب به مقام پاپ
در تاریخ معینی کاردینال‌های اعزامی به نمایندگی کلیساهای کاتولیک تقریباً همه کشورهای جهان در واتیکان گرد هم می‌آیند تا بین خود پاپ آینده را انتخاب کنند. این اجلاس گاهی هفته‌ها به درازا می‌کشد. وقتی پاپ انتخاب شد دود سفیدی از دهانه دودکش ساختمان دیده می‌شود و سخنگوی کاردینال‌ها از ایوان اتاق گرد هم آیی به مردم خبر می‌دهد "habemus papam" به معنای لغوی "پاپ داریم".

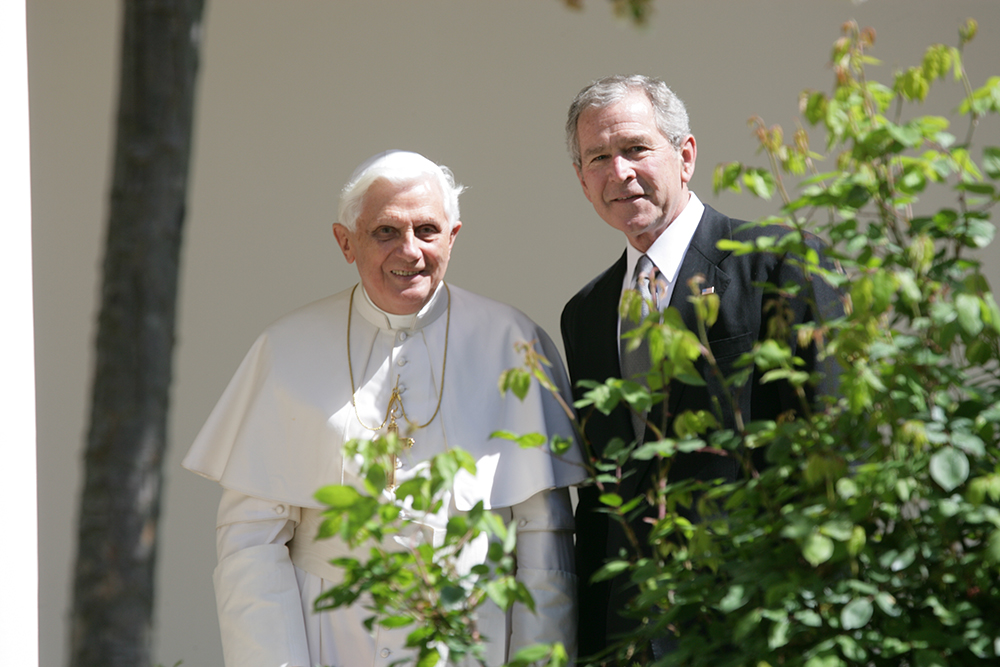
پاپ بندیکت به همراه جرج دابلیو بوش

صبح روز ۷ مه ۲۰۰۵ دود سفید نشان داد که شورای انتخاب پاپ بالاخره دویست و شصت و پنجمین پاپ را انتخاب کرده‌است. یوزف آلویس راتسینگر با الهام از نام قدیس بندیکت نرسیا و پاپ بندیکت پانزدهم که طی جنگ جهانی اول پاپ بود نام بندیکت شانزدهم را برای خود انتخاب کرد. (این واژه در فارسی به معنای خجسته است).

## کناره‌گیری
بر اساس بیانیه‌ای که از سوی واتیکان منتشر شد پاپ اعلام کرد: 
به همین دلیل و با وجود آگاهی کامل از عواقب چنین تصمیمی و همچنین با اختیار کامل، از مقام خود به عنوان اسقف اعظم رم، جانشین پطرس قدیس کناره‌گیری می‌کنم.
گزارش‌های قبلی حاکی از این بودند که سلامتی پاپ بندیکت شانزدهم در وضعیت نامناسبی قرار دارد. بندیکت طی اظهاراتی در ۲۱ اوت ۲۰۱۳ اعلام کرد که خداوند به وی گفته‌بود که کناره‌گیری کند و آن را حاصل یک تجربهٔ عرفانی دانست. او نخستین پاپی بود که در طول ۵۹۸ سال از این مسند کنار می‌رفت و با این کار بسیاری را در جهان مسیحیت شگفت‌زده کرد.

## دیدگاه‌ها
پاپ ۷۸ ساله که هشتمین پاپ آلمانی است می‌توانست به ۱۰ زبان صحبت کند. عقاید شدیداً سنتی و محافظه کارانه‌ای داشت و نظریاتش در مورد همجنس‌گراها و سوءاستفاده‌های جنسی در کلیساها بسیار جنجال‌برانگیز بودند. او یکی از مخالفان عضویت ترکیه در اتحادیه اروپا بود و می‌گوید کشوری که اکثریت جمعیت آن مسلمان و حکومت‌اش لائیک است نباید در اتحادیه‌ای که اکثریت آن مسیحی هستند عضو باشد.

## اقدامات
بر اساس مدارکی که در ۱۶ ژانویه ۲۰۱۴ میلادی از سوی واتیکان به کمیته صیانت از حقوق کودکان سازمان ملل متحد ارائه شد مشخص شد که پاپ بندیکت شانزدهم پیش از آن‌که از مقام خود کناره‌گیری کند ۳۸۴ کشیش را در سال‌های ۲۰۱۱ و ۲۰۱۲ در ارتباط با پرونده رسوایی جنسی پدران روحانی، خلع‌لباس کرده بود.
در ژانویه ۲۰۲۲ یک گزارش انجام شده توسط شرکت حقوقی وستفال اسپیلکر واستل که به درخواست کلیسای کاتولیک انجام شد نتیجه‌گیری کرد که کاردینال راتزینگر زمانی که اسقف اعظم کلیسای مونیخ بود (بین سال‌های ۱۹۷۷ تا ۱۹۸۲) با عدم انجام کار صحیح اجازه ادامه رسوایی جنسی کلیسای کاتولیک با کودکان را داد. پاپ چنین اتهامی را قویا رد کرد. گزارش جمع‌بندی کرد که اسقف در چهار مورد اهمال کرده‌بود
در فوریه ۲۰۲۲ پاپ بندیکت به اشتباه در کنترل پرونده جنسی کشیشان در کلیسای مونیخ اذعان و طلب بخشش کرد.

## درگذشت

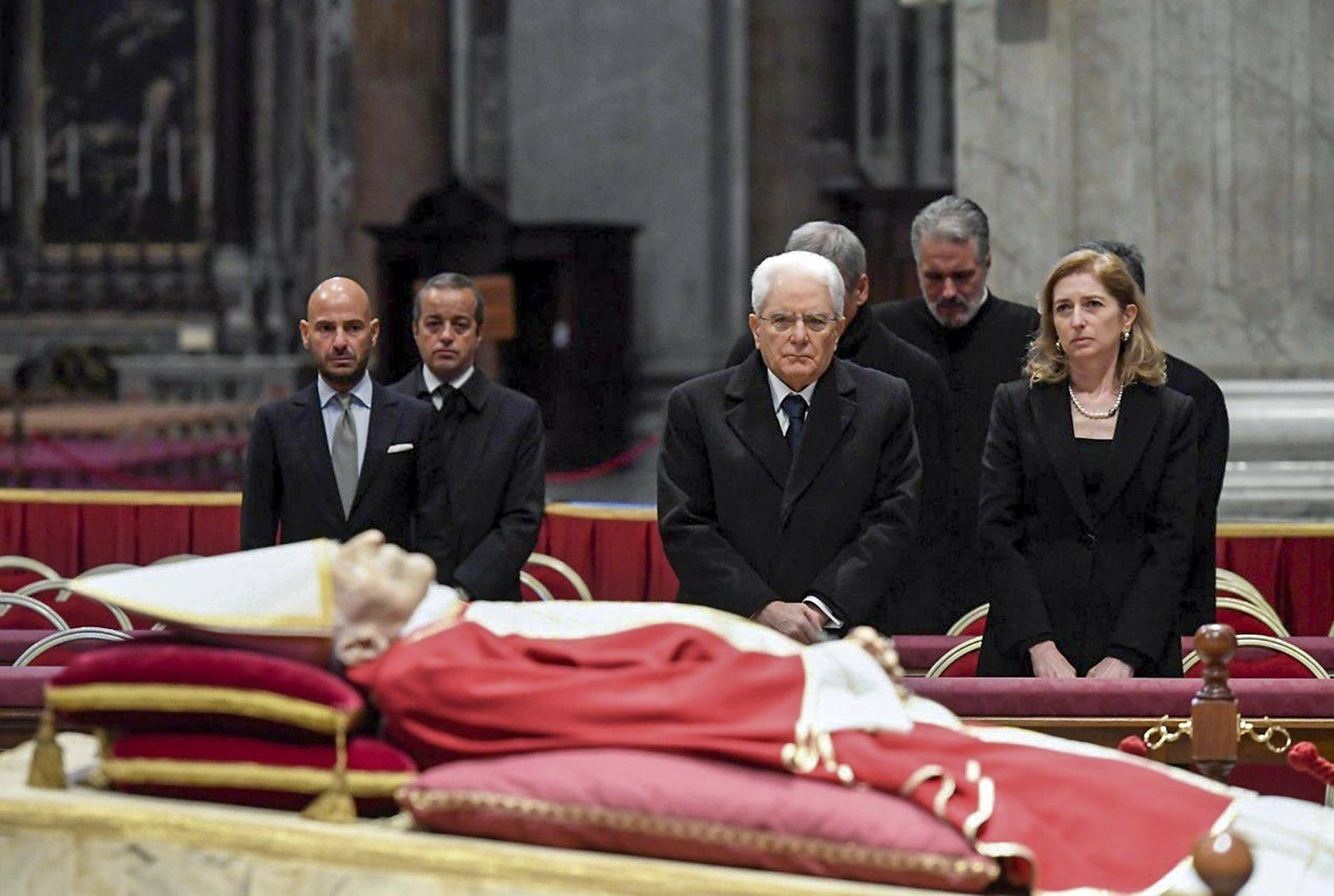
سرجیو ماتارلا، رئیس جمهور ایتالیا در حال ادای احترام به پیکر بندیکت شانزدهم در کلیسای سنت پیترو

در ۲۸ دسامبر ۲۰۲۲ پاپ فرانسیس در پایان جلسه در مقابل حضار خود گفت که بندیکت «بسیار بیمار است» و از خدا خواست که «او را تسلیت دهد و در این شهادت عشق به کلیسا تا پایان از او حمایت کند». در همان روز ماتئو برونی، مدیر دفتر مطبوعاتی مقر مقدس اظهار داشت که «در چند ساعت گذشته به دلیل افزایش سن، وضعیت سلامتی (بندیکت) وخیم شده‌است» و بندیکت تحت مراقبت‌های پزشکی بود. او همچنین اظهار داشت که پس از مخاطبان فرانسیس، دومی به صومعه مادر کلیسا که بندیکت در آن بود رفت.
بندیکت شانزدهم در ساعت ۹:۳۴ صبح به وقت اروپای مرکزی روز شنبه ۳۱ دسامبر ۲۰۲۲ در ۹۵ سالگی در اقامتگاهش در واتیکان درگذشت.